# 巴黎軍事總督

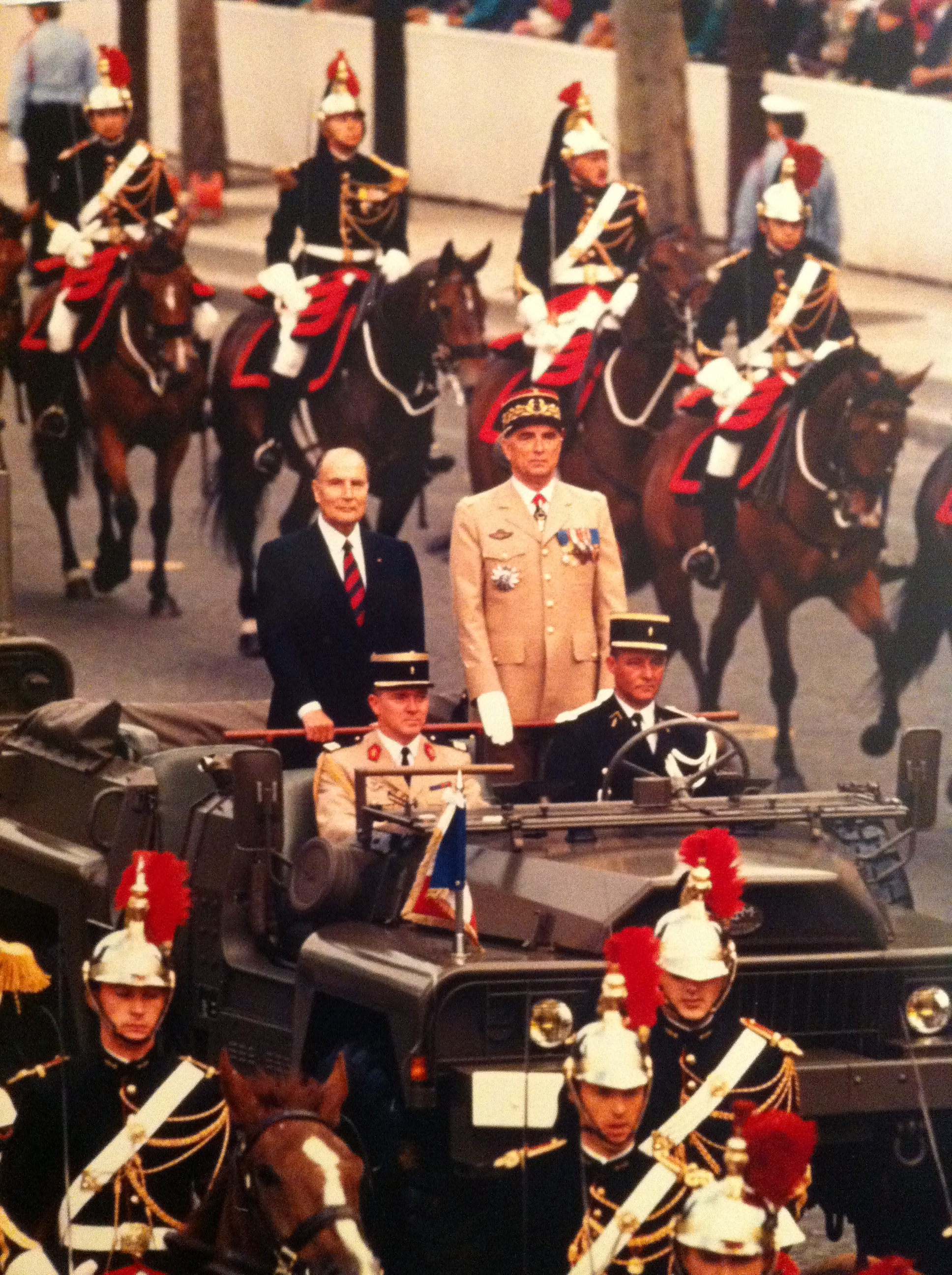
1989年7月14日巴士底閱兵，總統弗朗索瓦·密特朗和將軍埃爾韋·納維羅。

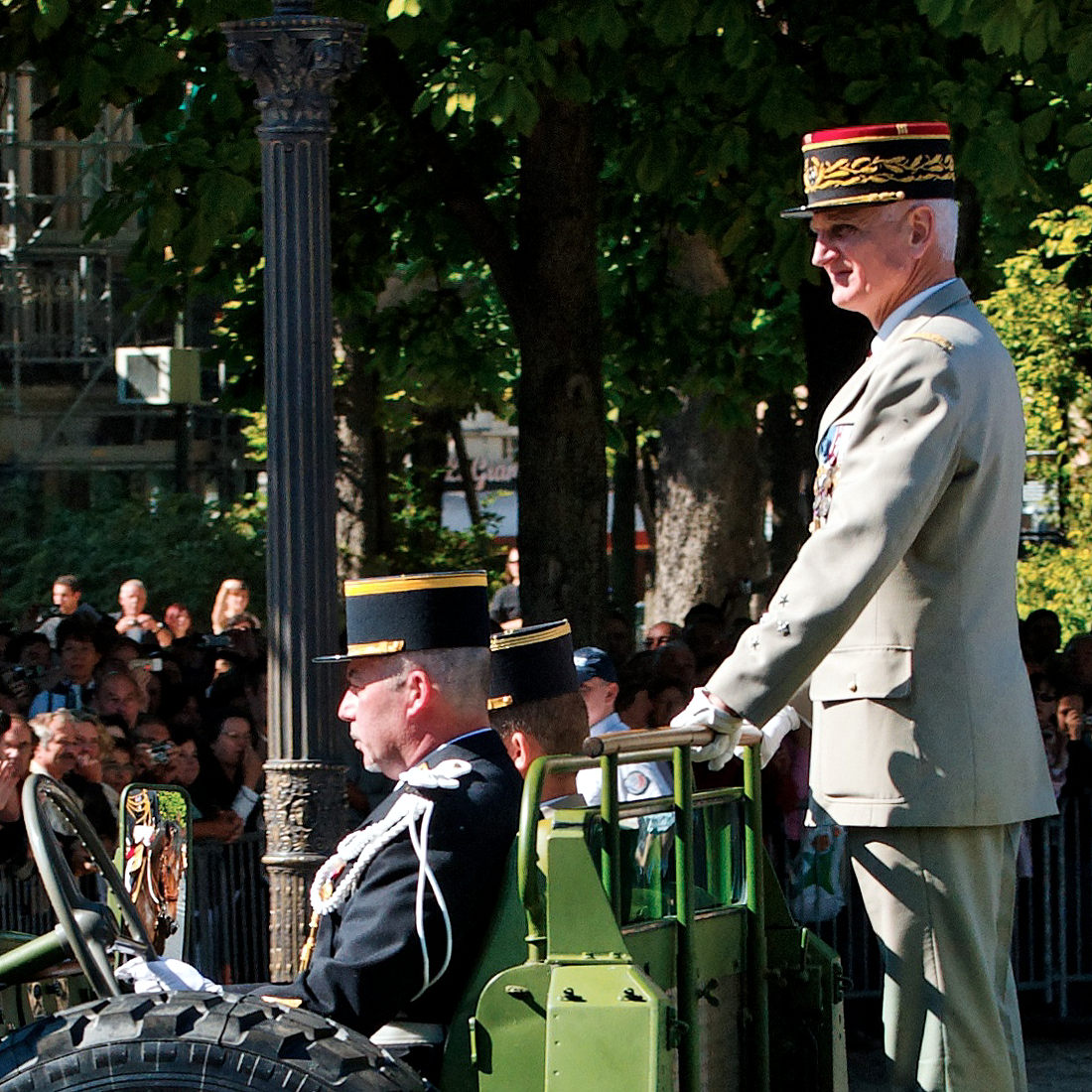
2008至2012年擔任巴黎軍政長官的布呂諾·達利陸軍上將。

巴黎軍事總督（法語：Gouverneur militaire de Paris、GMP）、巴黎總督（法語：Gouverneurs de Paris）是巴黎國防和安全區（OGZDS）的將軍，是法國陸軍位高權重的職位，是法蘭西島大區司令，是軍事顧問，也是軍隊與巴黎警察局、大區的唯一聯絡人。指揮巴黎衛戍部隊，處理法蘭西島軍隊、民事、經濟防禦有關一切事務，負責協調軍隊、民防聯合軍種、各紀律部隊資源。
在實施領土防禦作戰措施時，指定為巴黎防區指揮官。在重要國家場合代表駐巴黎所有軍隊。組織重大國家儀式，例如香榭丽舍大街巴士底日閱兵。
2015以來，該職位也是法蘭西島哨兵行動作戰指揮官，七千名軍事人員與法國安全部隊一起參與首都和整個防區的反恐。
該職位很模糊，經歷了兩個階段的演變。在舊制度法國國王缺席時，該職位代表法國國王。該職位在法國大革命時期取消，隨後由拿破崙於1804年重新設立，成為軍事指揮角色。

## 歷史
巴黎軍事總督的功能可以追溯到百年戰爭，這場戰爭導致法國國王關心首都巴黎及其地區的防禦。
軍事方面主要的職責包括籌集軍隊、組織軍備、防禦工事，然後延伸到維持秩序等等。
幾個世紀以來，該職經歷了不同的命運。法國大革命期間廢除，但又於1791年以巴黎武裝部隊總司令、巴黎武裝部隊司令的名義重建，兼任第17師司令。總督頭銜於1804年重新出現。
如今，巴黎軍事總督仍然是巴黎地區國防的保證人，主要任務是保護人民，擔任法蘭西島防區軍事負責人。對士兵也有支持作用。其職能與高級官員接近，是許多具有政治影響力的官方儀式主要參與者。

### 海王星計畫
巴黎軍事總督也可以在需要情況時，例如發生重大氣候事件時部署軍事人員。

## 巴黎的歷任軍事總督

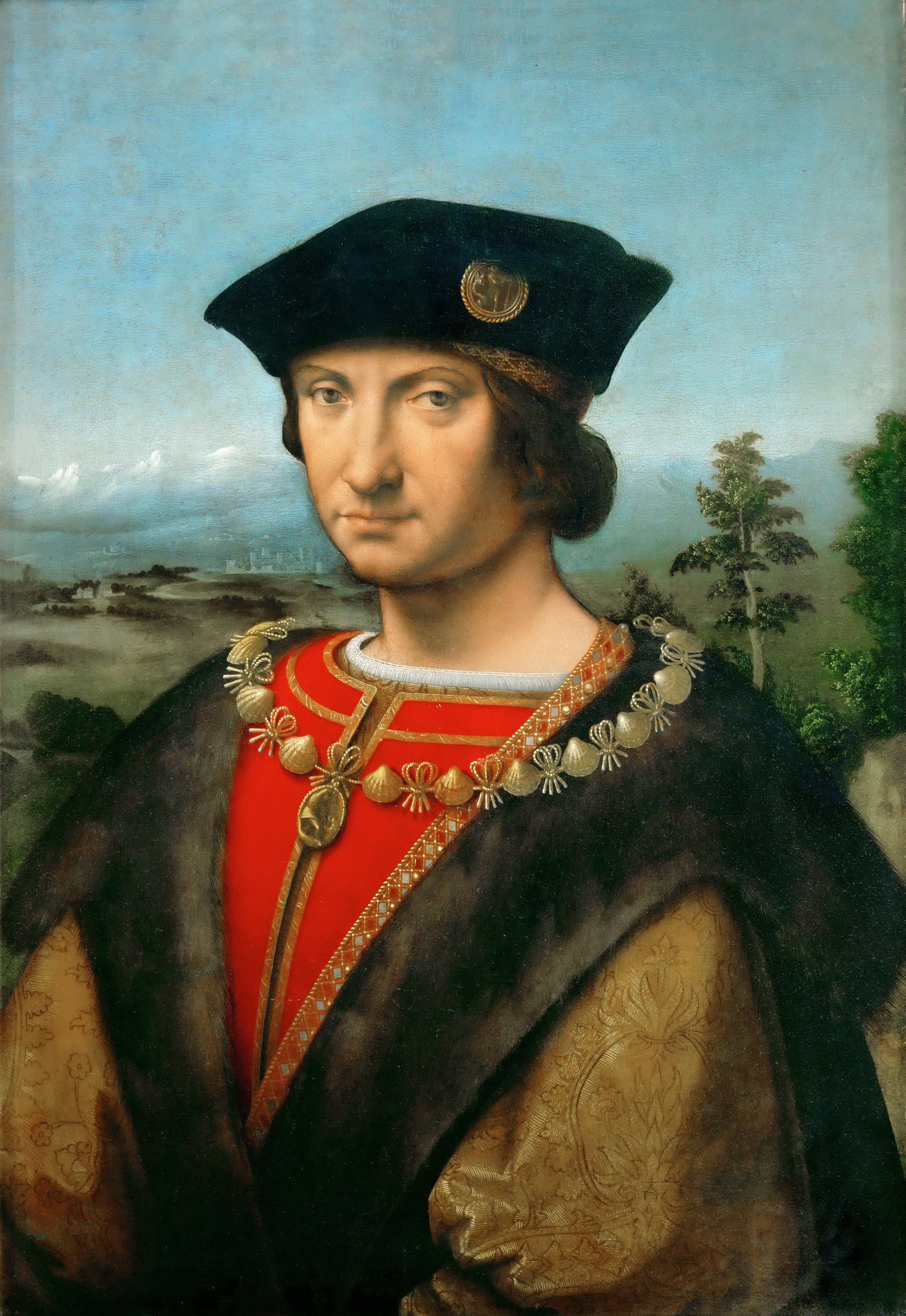
Charles II d'Amboise1493年至1496年間任巴黎總督，安德里亞·索拉里 (Andrea Solari) 創作的肖像。

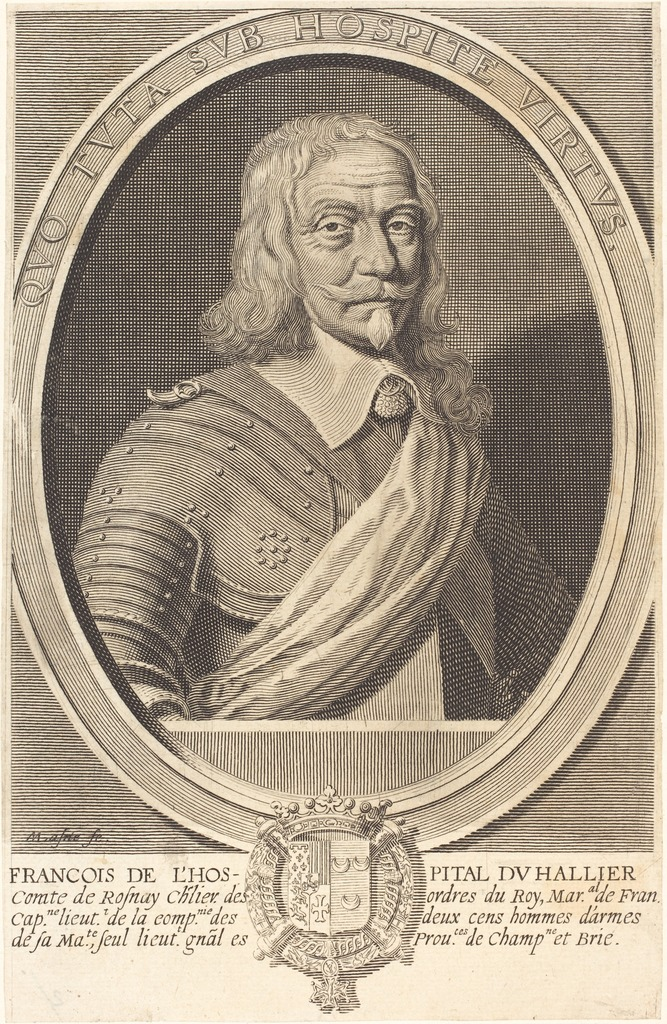
François de L'Hospital1648年至1657年擔任巴黎總督。

### 舊制度
- 路易一世·德·安茹: 1356–1357
- 贝里公爵约翰: 1411
- Waleran III, Count of Ligny: 1411–1413
- John II, Count of Ligny: 1418–1420
- 元帥Jean de La Baume: 1422–142.
- Jean de Villiers de L'Isle-Adam: 1429–14..
- Philippe de Ternant: 14..–14..
- Jacques de Villiers: 1461
- Charles of Artois, Count of Eu, Count of Eu: 1465
- Charles de Melun朗德和諾曼維爾男爵: 1465–1467
- Charles I d'Amboise布蕾妮伯爵: 1467–1470
- Charles de Gaucourt艾克斯子爵: 14..–1472
- Antoine de Chabannes達馬丁伯爵: 1472–147.
- Guillaume de Poitiers[哪個／哪些？]: 1478–14..
- 路易十二: 1483–1485
- Antoine de Chabannes達馬丁伯爵: 1485–1488
- Gilbert, Count of Montpensier: 14..–1494
- Charles II d'Amboise: 1493–1496
- Antoine de La Rochefoucauld巴爾貝濟厄勳爵: 15..–15..
- 元帥Paul de Thermes: 1559–1562
- 元帥Charles de Cossé, Count of Brissac: 1562–1563
- 元帥弗朗索瓦·德·蒙莫朗西: 15..–1572
- René de Villequier拉蓋爾什子爵: 1580
- François d'O: 158.–1589
- Charles Emmanuel, Duke of Nemours: 1589–1590
- Jean-Francois de Faudoas: 1590–1594
- Charles II de Cossé, Duke of Brissac聯盟元帥: 1594
- François d'O: 1594
- Charles du Plessis: 1616
- Hercule, Duke of Montbazon蒙巴宗公爵: 1643–16..
- 元帥François de L'Hospital（法语：François de L'Hospital）: 1648–1657
- 陸軍元帥Ambroise-François de Bournonville: 1657–1662
- 元帥Antoine d'Aumont de Rochebaron維爾基耶侯爵: 1662–1669
- Gabriel de Rochechouart莫特馬爾公爵: 1669–1675
- Charles III de Créquy, Duke of Poix: 1676–1687
- Léon Potier, Duke of Gesvres: 1687–1704
- Duke of Tresmes: 1704–1739
- Bernard Potier, Duke of Gesvres: 1739–1757
- Charles Louis d'Albert de Luynes, Duke of Chevreuse and of Luynes: 1757–1771
- 元帥Jean Paul Timoléon de Cossé-Brissac: 1771–1780
- 陸軍元帥Louis Hercule Timoléon de Cossé-Brissac: 1780–1791

### 巴黎武裝部隊總司令

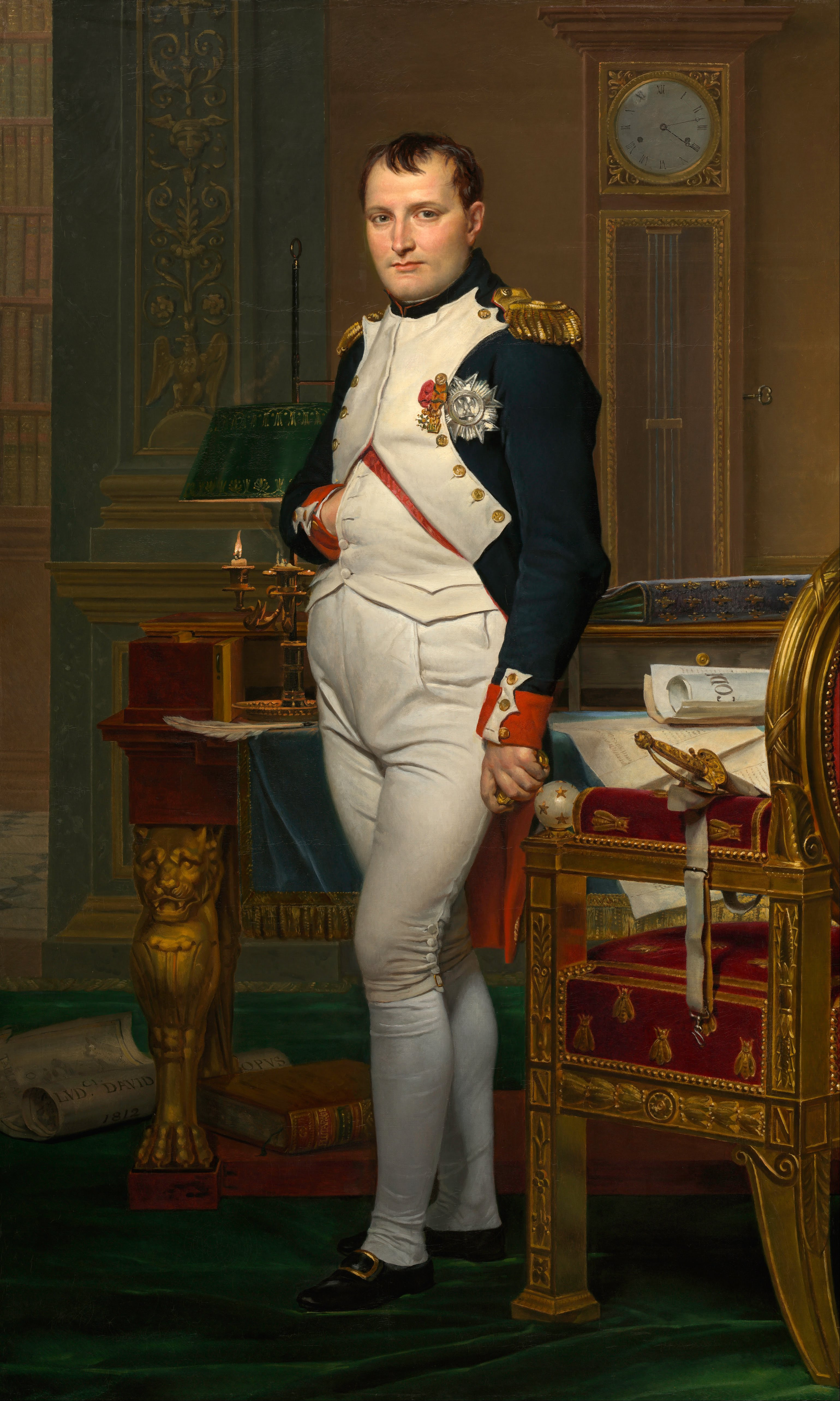
拿破仑一世擔任1795年至1796年巴黎武裝部隊司令

- 上將Louis-Auguste-Augustin d'Affry: 1791–1792
- 上將Jacques-François Menou: 1792–1794
- 上將Jean Thierry: 1794–1795
- 上將Jacques-François Menou: 1795
- 上將保羅·巴拉斯: 1795
- 上將拿破仑一世: 1795–1796
- 上將Jacques Maurice Hatry: 1796–1797
- 上將皮埃尔·奥热罗: 1797
- 上將Louis Lemoine: 1797
- 上將Jean-François-Auguste Moulin: 1797–1798
- 上將Joseph Gilot: 1798–1799
- 上將巴泰勒米·卡特林·儒贝尔: 1799
- 上將讓-安托萬·馬爾博: 1799
- 上將弗朗索瓦·约瑟夫·勒菲弗: 1799–1800
- 上將爱德华·莫尔捷: 1800–1803
- 上將讓-安多什·朱諾: 1803–1804

### 法國大革命後
- 上將若阿尚·缪拉: 1804–1805[2]
- 王子路易·波拿巴: 1805–1806
- 元帥若阿尚·缪拉: 1806

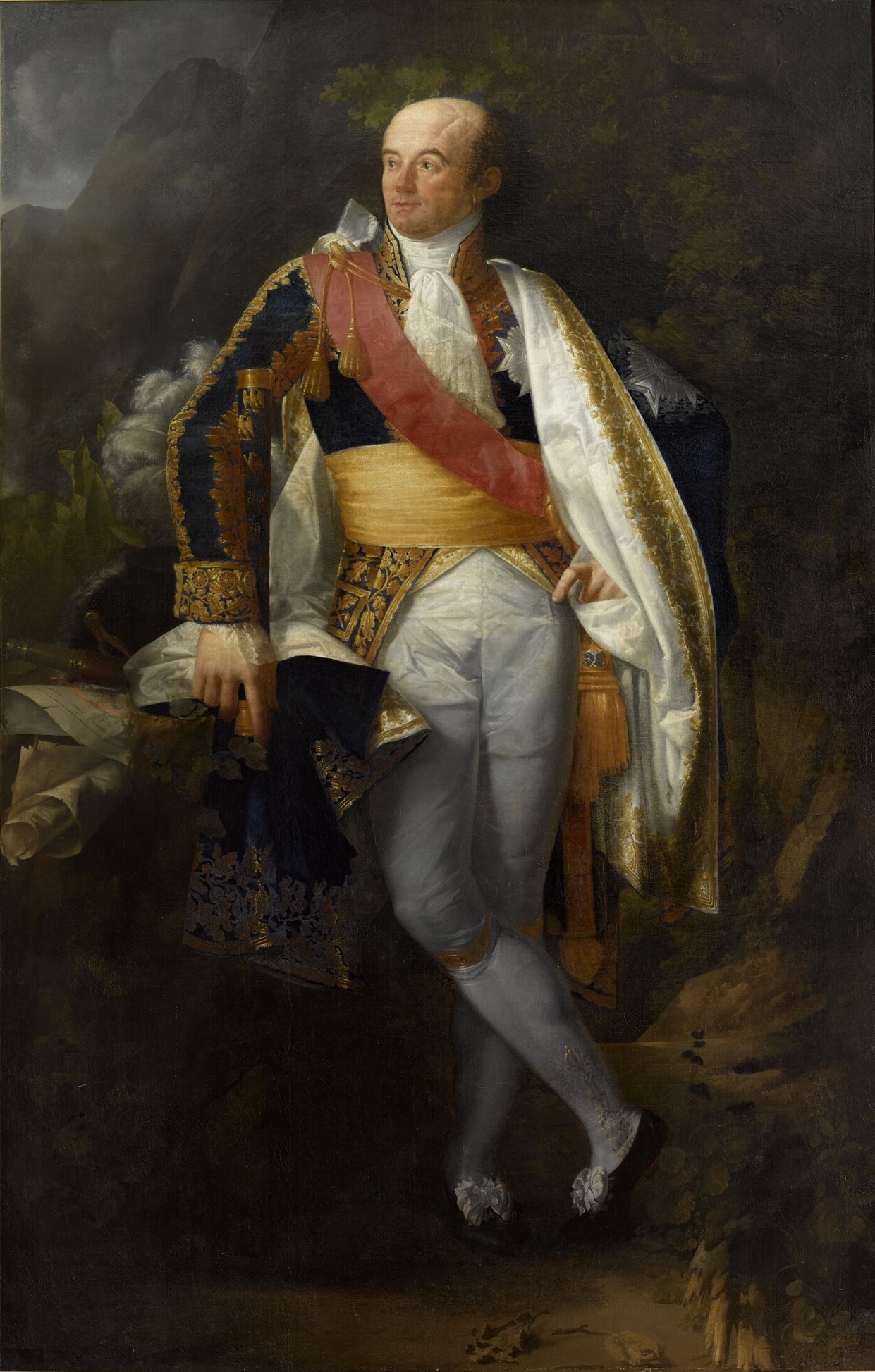
元帥卡特林-多米尼克·德·佩里尼翁擔任1816年至1819年巴黎軍事總督

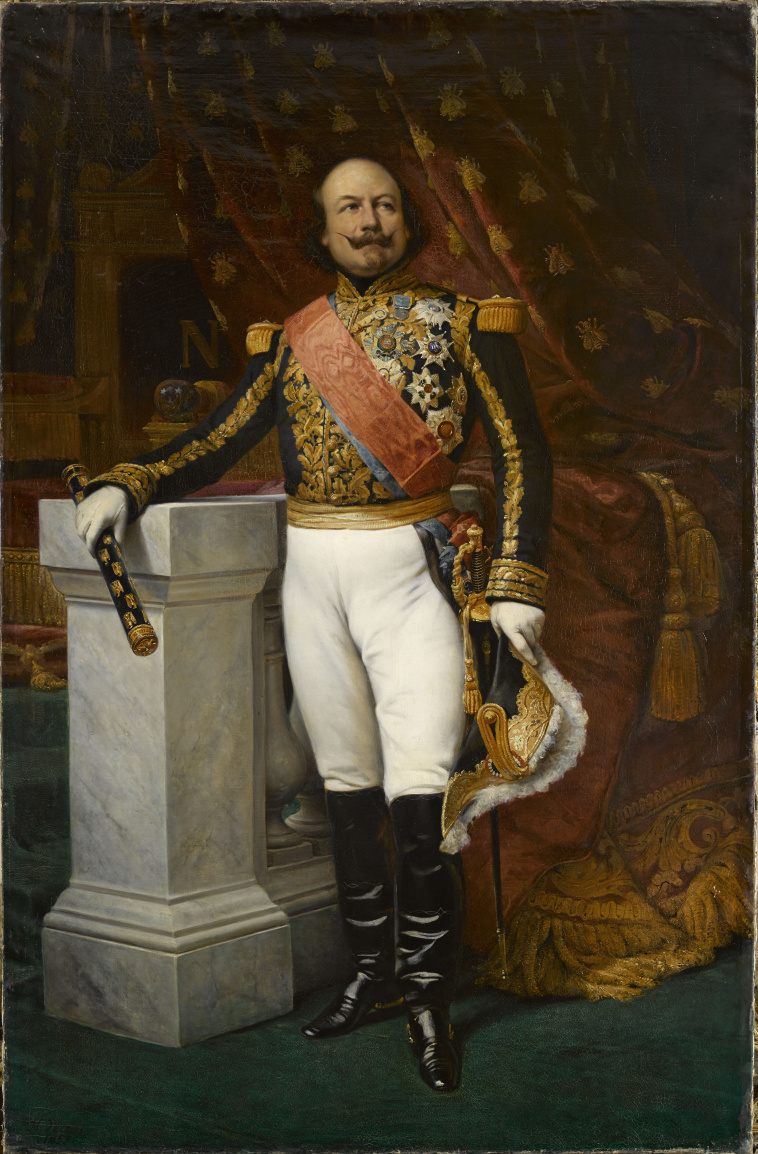
元帥弗朗索瓦·塞尔坦·康罗贝尔擔任1865年至1870年巴黎軍事總督

- 上將讓-安多什·朱諾: 1806–1807
- 上將Pierre-Augustin Hulin: 1807–1814
- 上將Louis-Victor-Léon de Rochechouart: 1814
- 上將Louis Sébastien Grundler: May 1814–January 1815
- 上將尼古拉·约瑟夫·迈松: 1815
- 上將Pierre-Augustin Hulin: 1815 (百日王朝)
- 元帥安德烈·马塞纳: July 1815
- 上將尼古拉·约瑟夫·迈松: July–September 1815
- 上將Hyacinthe François Joseph Despinoy: 1815–1816
- 元帥卡特林-多米尼克·德·佩里尼翁: 1816–1818
- 上將尼古拉·约瑟夫·迈松: 1819–1821
- 元帥奧古斯特·德·馬爾蒙: 1821–1830
- 上將Pierre Claude Pajol: 1830–1842
- 上將Tiburce Sébastiani: 1842–1848
- 上將Nicolas Changarnier: 1848–1851
- 上將阿希尔·巴拉杰·迪里埃: 1851
- 元帥贝尔纳·皮埃尔·马尼昂: 1851–1865
- 元帥弗朗索瓦·塞尔坦·康罗贝尔: 1865–1870
- 元帥阿希尔·巴拉杰·迪里埃: 1870
- 上將路易·朱爾·特羅胥: 1870–1871
- 上將Joseph Vinoy: 1871
- 上將Paul de Ladmirault: 1871–1878
- 上將Édouard Aymard: 1878–1880
- 上將Justin Clinchant: 1880–1881
- 上將Alphonse Lecointe: 1882–1884
- 師長Félix Gustave Saussier: 1884–1898
- 上將Émile Zurlinden: 1898–1899
- 上將Joseph Brugère: 1899–1900
- 師長Georges-Auguste Florentin: 1900–1901
- 上將Paul-Vincent Faure-Biguet: 1901–1903
- 上將Jean Dessirier: 1903–1906
- 上將Jean-Baptiste Dalstein: 1906–1910
- 上將米歇尔·约瑟夫·莫努里: 1910–1912
- 上將Victor-Constant Michel: 1912–1914
- 師將约瑟夫·加列尼: 1914–1915
- 上將米歇尔·约瑟夫·莫努里: 1915–1916
- 上將Augustin Dubail: 1916–1918
- 上將Adolphe Guillaumat: 1918
- 上將Charles Emile Moinier: 1918–1919
- 上將Pierre Berdoulat: 1919–1923
- 上將Henri Gouraud (general): 1923–1937
- 上將Gaston Billotte: 1937–1939
- 上將Pierre Héring: 1939–1940
- 上將亨利·登茨: June 1940

### 德佔巴黎
第二次世界大战德占法国军事管辖区巴黎至少有三位德國軍事總督：
- 上將奧托·馮·斯圖爾普納格爾（英语：Otto von Stülpnagel）
- 上將卡尔-海因里希·冯·施蒂尔普纳格尔（前者表弟）
- 上將迪特里希·冯·肖尔蒂茨

### 1944年後
- 上將菲利普·勒克萊爾: 1944

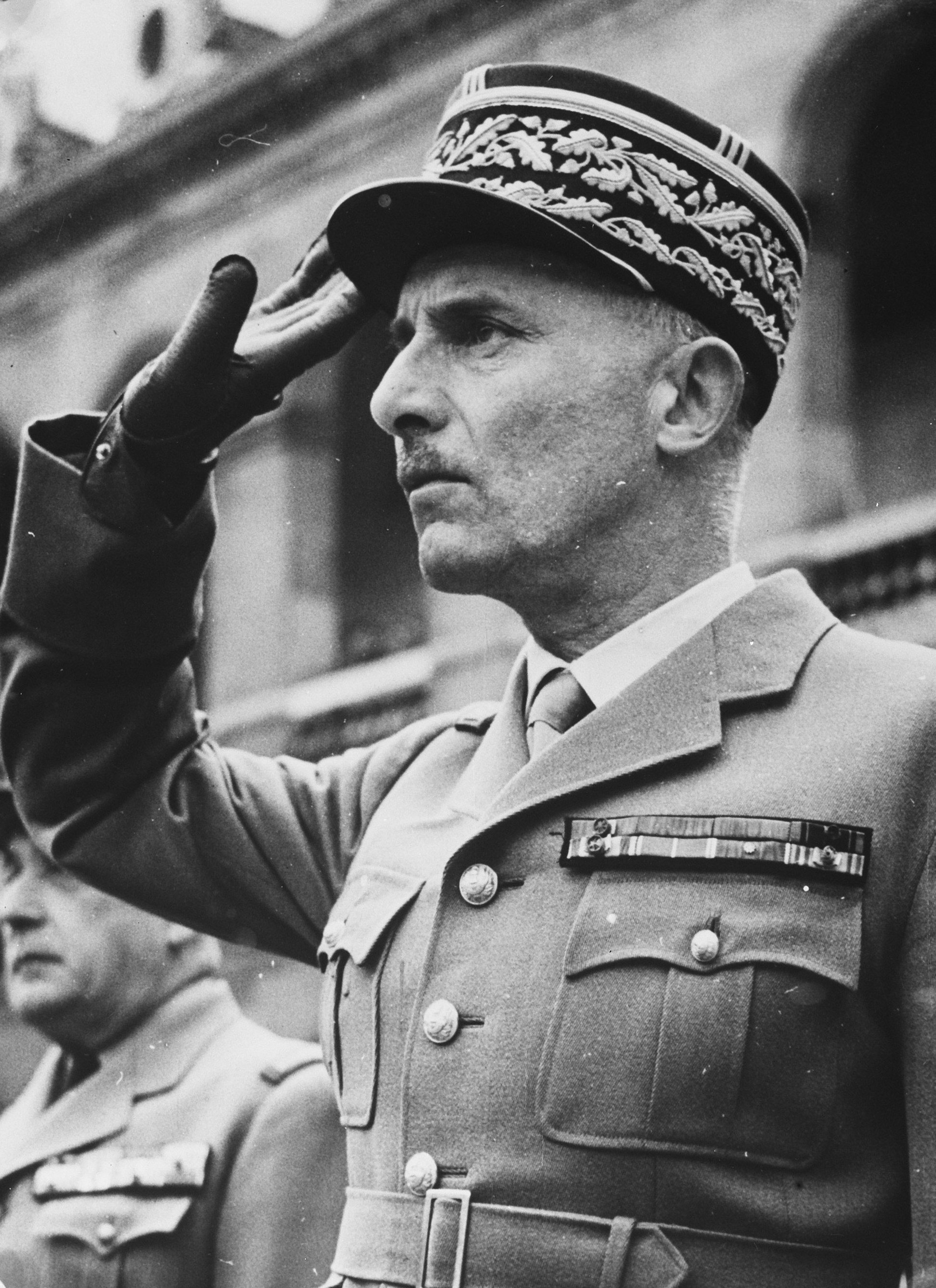
上將Henri Zeller任1953年至1957年巴黎軍政府總督

- 上將马里-皮埃尔·柯尼希: 1944–1945
- 上將Paul Legentilhomme: 1945–1947
- 將軍René Chouteau: 1947年1月16日至1953年3月
- 將軍Henri Zeller: 1953–1957
- 上將Louis-Constant Morlière: 1957–1958
- 上將Pierre Garbay: 1958–1959
- 上將Raoul Salan: 1959–1960
- 將軍Maurice Gazin: 1960
- 將軍André Demetz: 1960–1962
- 上將Louis Dodelier: 1962–1965
- 上將Philippe de Camas: 1965–1968
- 上將André Meltz: 1968–1971
- 將軍Bernard Usureau: 1971–1974
- 陸軍軍團將軍Philippe Clave: 1974–1975
- 上將Jean Favreau: 1975–1977
- 陸軍軍團將軍Jacques Antoine de Barry: 1977–1980
- 將軍Jeannou Lacaze: 15 September 1980–1981
- 陸軍軍團將軍Roger Périer: 1981–1982
- 將軍Alban Barthez: 1 September 1982
- 陸軍軍團將軍Michel Fennebresque: 1984
- 將軍Hervé Navereau: 14 March 1987
- 將軍Daniel Valéry: 1 September 1991
- 將軍Michel Guignon: 1 August 1992
- 陸軍軍團將軍Michel Billot: 28 October 1996
- 將軍Pierre Costedoat: 1 August 2000
- 將軍Marcel Valentin: 1 November 2002
- 陸軍軍團將軍Xavier de Zuchowicz: 1 August 2005
- 將軍Bruno Dary: 1 August 2007
- 將軍Hervé Charpentier: 1 August 2012
- 陸軍軍團將軍Bruno Le Ray: 31 July 2015
- 陸軍軍團將軍Christophe Abad: 31 July 2020